# Вернацца, Паоло
Па́оло Верна́цца (англ. Paolo Vernazza; 1 ноября 1979, Ислингтон, Лондон, Англия) — английский футболист итальянского происхождения, полузащитник.

## Биография
Футбольная карьера Паоло Вернацца началась в лондонском «Арсенале», но, как и любому молодому футболисту, пробиться в основу «канониров» было не так просто. Дебют Вернацца состоялся 14 октября 1997 года, в матче на Кубок лиги против «Бирмингем Сити». Закрепиться в первом составе лондонцев Паоло так и не удалось, но благодаря успешным выступлениям за резерв «Арсенала» тренеры молодёжной сборной Англии включили его в список на поездку юношеского чемпионата мира 1999 года, где, к слову сказать, Вернацца проявить себя не смог.
Игры за резервный состав не приносили былого удовольствия, а перспективы в первой команде с каждым днем были все призрачнее, и в декабре 2000 года Паоло перебрался в стан «Уотфорда», перед этим на правах аренды выступая за «Ипсвич Таун» и «Портсмут», но ни один из клубов не посчитал нужным подписать с Вернацца полноценный контракт. Таким образом, проведя в «Арсенале» более трёх лет, Паоло вышел на поле всего 11 раз, в которых отметился всего одним точным ударом, который, к чести футболиста, принес победу его команде над «Ковентри Сити», датируемую 16 сентября 2000 года.
Примерно столько же времени проведя в «Уотфорде», Вернацца 96 раз выходил на поле в жёлто-красной футболке «ос», а в межсезонье 2004 покинул клуб, перейдя в «Ротерем Юнайтед» за компенсацию около 600 тысяч фунтов стерлингов.
Время, проведенное в новом клубе, вряд ли можно назвать удачным, в результате чего Паоло был отправлен в «Барнет» на правах аренды, а в мае 2006 и вовсе покинул клуб.
Несмотря на неплохую игру в «Барнете», Вернацца оказался не по карману владельцам клуба, и постоянный контракт с футболистом было решено не подписывать. Но долго искать новую работу не пришлось, Паоло заинтересовался «Дагенем энд Редбридж», с которым 14 декабря 2006 года Вернацца подписал контракт, а в течение сезона внёс весомый вклад в первую в истории клуба победу в Национальной Конференции. Но в итоге и «Дагенему» игрок оказался не нужен, далее был «Уэймут», в котором он также провёл всего один сезон.
26 июля 2008 Вернацца сыграл в составе «Кроли Таун», у которых он находился на просмотре, против резерва «Арсенала», с которым у него были связаны не самые лучшие воспоминания. Тем не менее постоянный контракт он подписал с другой командой Конференции «Уокингом» после успешного просмотра. А 4 сентября 2009 пополнил ряды «Грейс Атлетик».